# 黃均隆
黃均隆，字策安，湖南省長沙府湘潭縣人，清朝政治人物。参与戊戌变法。進士出身。
光緒二年（1876年），參加丙子恩科會試，得貢士第87名。殿試登進士2甲第154名。同年五月（6月3日），改庶吉士。光緒三年四月癸丑（1877年6月9日），翰林院散馆，著以六部部屬用。次年二月散馆授主事。光绪二十年（1894年）翰林大考，名列一等。历官太常寺少卿、江南主考、江西学政、法部参议。光绪三十三（1907年）為法部侍郎。宣统元年（1909年八月，以尚书衔在军机处行走，十一月，升协办大学士。宣统三（1911年）年冬月病世，赏加太子太保，谥文。